# Phalonidia dyas
Phalonidia dyas es una especie de polilla del género Phalonidia, categorizada en la tribu Cochylini, de la subfamilia Tortricinae.

## Distribución
Se distribuye por América del Sur: Brasil, en el estado de Santa Catarina.

## Taxonomía
Fue descrita por Razowski & Becker en 1983.
Tratamiento taxonómico
La especie aparece registrada y publicada en Acta Zoologica Cracoviensia 26: 427.